# Teikoplanin
Teikoplanin är ett antibiotikum, som har bakteriostatisk (bakteriehämmande) effekt och är speciellt inriktat på infektioner i samband med biologiskt material inlagt i kroppen. Teikoplanin tillhör gruppen glykopeptidantibiotika.

Olika teikoplaninanalogers kemiska struktur.